# حارة الجيلاني (ذمار)
حارة الجيلاني هي إحدى حارات مدينة ذمار أحد مدن محافظة ذمار، بلغ تعداد سكانها 1,255 نسمة حسب تعداد اليمن لعام 2004.

## انظر
- جيلان (توضيح)